# Докторов, Иван
Иван Докторов (род. 28 апреля 1950) — болгарский самбист, чемпион (1976) и бронзовый призёр (1972, 1974) чемпионатов Европы, бронзовый призёр чемпионата мира 1973 года. Выступал во второй средней весовой категории (до 90 кг). Также принимал участие в чемпионате мира 1975 года в Минске, где занял пятое место. Многократный победитель и призёр международных соревнований по самбо среди ветеранов.